# Michaił Swiniełupow
Michaił Gieorgijewicz Swiniełupow (ros. Михаил Георгиевич Свинелупов, ur. 1903 w Złatouście, zm. 13 sierpnia 1979 w Moskwie) – zastępca ludowego komisarza spraw wewnętrznych ZSRR (1943-1946) i ministra bezpieczeństwa państwowego ZSRR (1946-1950), generał major.

## Życiorys
Od września 1915 pracował w fabryce metalurgicznej, od listopada 1917 pomocnik maszynisty, od 1924 ślusarz-elektryk. Od X 1925 w wojskach OGPU, od października 1926 przyjęty do WKP(b), 1931-1932 słuchacz Centralnej Szkoły OGPU przy Radzie Komisarzy Ludowych ZSRR, 1932-1937 kierownik grupy szkoleniowej Centralnej Szkoły OGPU/NKWD. Od 23 lutego 1936 lejtnant bezpieczeństwa państwowego. W latach 1937–1939 starszy inspektor, zastępca szefa i szef Oddziału 1 Wydziału Kadr NKWD ZSRR, 1939-1941 pomocnik szefa Wydziału Kadr NKWD ZSRR, pomocnik szefa Wydziału Kadr NKGB ZSRR, do 1941 słuchacz wieczorowego wydziału specjalnego przeznaczenia NKWD ZSRR, w okresie od 7 sierpnia 1941 do 1 maja 1943 zastępca szefa Wydziału Kadr NKWD ZSRR, 11 maja 1943 do 31 grudnia 1950 zastępca ludowego komisarza spraw wewnętrznych/ministra bezpieczeństwa państwowego ZSRR ds. kadr. Od 14 kwietnia 1938 starszy porucznik, od 14 marca 1940 kapitan, od 8 sierpnia 1941 major, od 14 lutego 1943 pułkownik, od 27 lipca 1943 komisarz bezpieczeństwa państwowego, od 9 lipca 1945 generał major. Od stycznia do kwietnia 1951 w rezerwie, 11 kwietnia 1951 - 16 marca 1953 zastępca ministra bezpieczeństwa państwowego Estońskiej SRR, od maja 1953 do września 1954 zastępca szefa Zarządu Leśnego Łagrów MWD Mordwińskiej ASRR.

## Odznaczenia
- Order Lenina (24 listopada 1950)
- Order Czerwonego Sztandaru (trzykrotnie - 16 września 1945, 4 grudnia 1945 i 24 sierpnia 1949)
- Order Wojny Ojczyźnianej I klasy (7 lipca 1944)
- Order Czerwonej Gwiazdy (dwukrotnie - 20 września 1943 i 3 listopada 1944)
- Order „Znak Honoru” (2 lipca 1942)
- Medal „Za zwycięstwo nad Niemcami w Wielkiej Wojnie Ojczyźnianej 1941–1945”
- Medal jubileuszowy „30 lat Armii Radzieckiej i Floty”
- Odznaka "Zasłużony Funkcjonariusz NKWD" (2 lutego 1942)

I 7 medali.